# Concordia (1863)
Concordia, właściwie dekret Kongregacji Propagandy Wiary Ad graves et diuturnas – umowa zawarta w 1863 roku we Lwowie pomiędzy biskupami rzymskokatolickimi a greckokatolickimi.
Została podpisana 19 lipca 1863 roku we Lwowie, 30 września tego samego roku zatwierdzona podczas generalnego zebrania Kongregacji Propagandy Wiary i potwierdzona przez papieża Piusa IX 6 października.
Regulowała ona sporne sprawy pomiędzy obydwoma obrządkami, których nie wyjaśniało dotychczasowe prawo kościelne.